# Referendo constitucional e consulta popular no Equador em 2018
O referendo constitucional e consulta popular no Equador em 2018 foi um processo eleitoral realizado em 4 de fevereiro de 2018 no Equador para reformar a constituição e consultar os cidadãos sobre questões de importância nacional. A consulta foi anunciada em 2 de outubro de 2017 pelo presidente Lenin Moreno. O boletim de voto consistia em sete perguntas para os eleitores aprovarem ou rejeitarem. a participação na votação foi de 82.1%.